# Gutenbergia longipedicellata
Gutenbergia longipedicellata là một loài thực vật có hoa trong họ Cúc. Loài này được Wech. mô tả khoa học đầu tiên.